# Ophiomyia ozeana
Ophiomyia ozeana este o specie de muște din genul Ophiomyia, familia Agromyzidae, descrisă de Mitsuhiro Sasakawa în anul 1998. Conform Catalogue of Life specia Ophiomyia ozeana nu are subspecii cunoscute.